# Tettigonia rubromaculata
Tettigonia rubromaculata är en insektsart som beskrevs av Victor Antoine Signoret 1853. Tettigonia rubromaculata ingår i släktet Tettigonia och familjen dvärgstritar. Inga underarter finns listade i Catalogue of Life.